# Lochristi
Lochristi es un municipio belga de la provincia de Flandes Oriental en la región de Flandes.

## Secciones
| #     | Nombre            | Extensión | Población |
| ----- | ----------------- | --------- | --------- |
| I (V) | Lochristi -Hijfte |           |           |
| II    | Beervelde         |           |           |
| III   | Zaffelare         |           |           |
| IV    | Zeveneken         |           |           |

## Demográfia

### Evolución
Todos los datos históricos relativos al actual municipio, el siguiente gráfico refleja su evolución demográfica, incluyendo municipios después de efectuada la fusión el 1 de enero de 1977.
| Gráfica de evolución demográfica de Lochristi entre 1846 y 2019 |
|                                                                 |

## Referencias

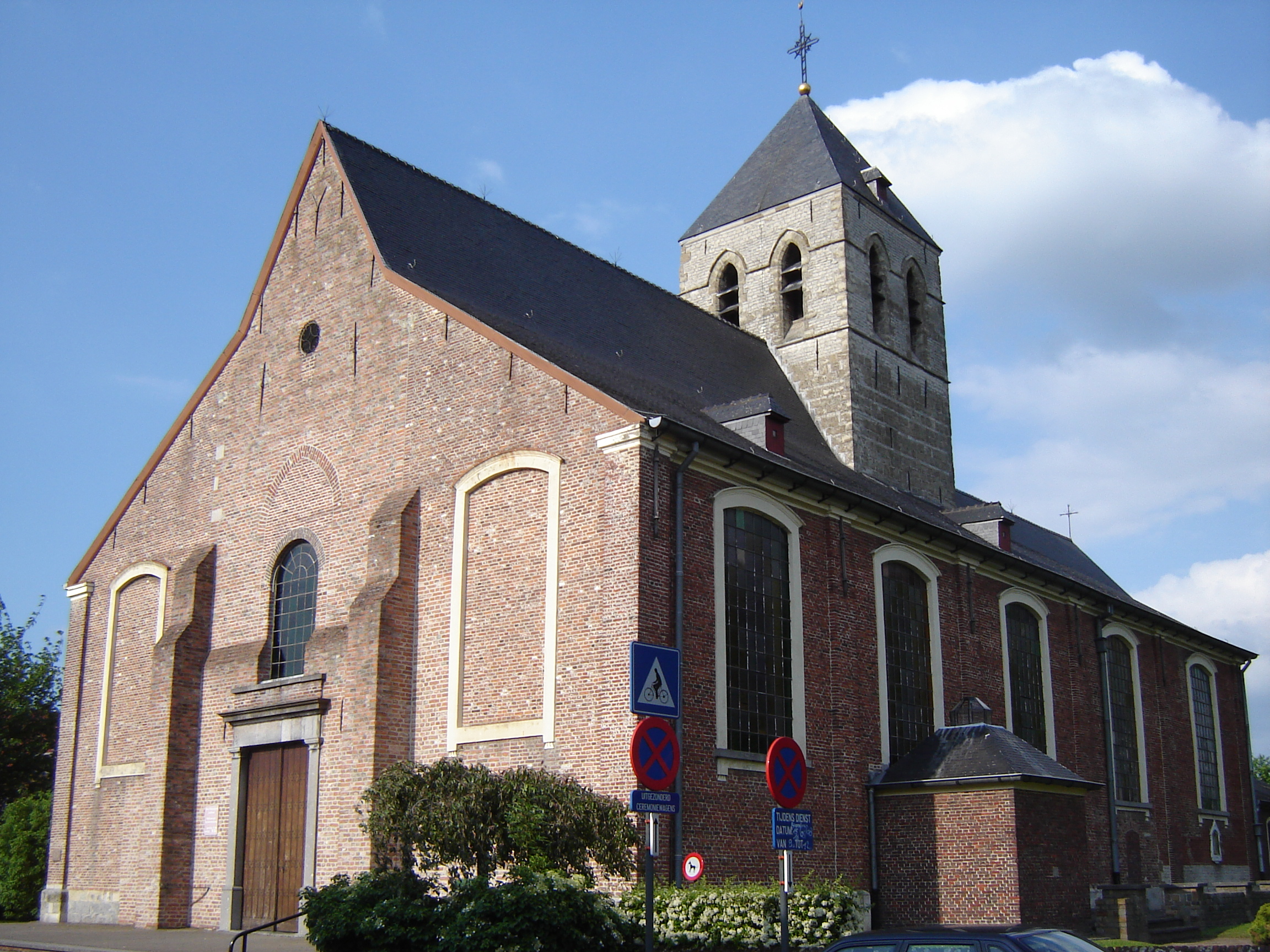
Iglesia de San Nicolás en Lochristi.

Secciones de Lochristi